# Robin Reid
Robin David Reid (Sefton, 19 de febrero de 1971) es un deportista británico que compitió por Inglaterra en boxeo. Participó en los Juegos Olímpicos de Barcelona 1992, obteniendo una medalla de bronce en el peso semimedio.
En febrero de 1993 disputó su primera pelea como profesional. En octubre de 1996 conquistó el título mundial del CMB, en la categoría de peso supermedio; en junio de 2004 ganó el título mundial de la IBO, en el mismo peso.
En su carrera profesional tuvo en total 51 combates, con un registro de 42 victorias, 8 derrotas y un empate.

## Palmarés internacional
| Juegos Olímpicos | Juegos Olímpicos   | Juegos Olímpicos  | Juegos Olímpicos |
| Año              | Lugar              | Medalla           | Categoría        |
| ---------------- | ------------------ | ----------------- | ---------------- |
| 1992             | Barcelona (España) | Medalla de bronce | 71 kg            |